# Terera
Terera är ett vattendrag i Burundi.   Det ligger i provinsen Rutana, i den centrala delen av landet, 90 kilometer sydost om huvudstaden Bujumbura.
Omgivningarna runt Terera är en mosaik av jordbruksmark och naturlig växtlighet. Runt Terera är det ganska tätbefolkat, med 185 invånare per kvadratkilometer.